# Der Müller und sein Kind (film 1911 Friedmann)
Der Müller und sein Kind è un cortometraggio muto del 1911 diretto da Walter Friedmann. Nello stesso anno, in novembre uscì un altro Der Müller und sein Kind interpretato da Henny Porten.
Il film è l'adattamento cinematografico del dramma tardo romantico di Ernst Raupach (1784-1852), un melodramma molto popolare che, al suo debutto nel 1830 al Burgtheater di Vienna riscosse grande successo e che poi venne riproposto ancora fino ai primi del Novecento, spesso come spettacolo di Ognissanti, con i suoi fantasmi e le sue presenze esoteriche.

## Trama
Konrad, figlio di un povero mugnaio, vorrebbe sposare Marie, figlia di un mugnaio ricco. Ma il padre di lei è un vedovo avaro pieno di malizia che osteggia il matrimonio della figlia con Konrad. Presagi funesti annunciano il destino del mugnaio e dell'innocente Marie.

## Produzione
Il film fu prodotto dall'Österreichisch-ungarische Kino-Industrie che prese poi il nome di Wiener Kunstfilm-Industrie.

## Distribuzione
Il film venne presentato in prima a Vienna il 21 ottobre 1911. È la più vecchia pellicola austriaca ancora esistente nella sua interezza.